# Gran Premio de Winterthur
La Gran Premio de Winterthur fue una carrera de un día que se disputó entre 1980 y 2003 en la ciudad suiza de Winterthur.

## Historia
Hasta 1996, la carrera fue una carrera amateur y recibió el nombre de Hegiberg-Rundfahrt, dado que el inicio y el final de la competencia se ubicó en el área urbana de Hegi.
En 1995, la carrera fue cancelada después del inicio debido a un incidente fatal con un espectador.

## Palmarés
| Año                       | Ganador            | Segundo              | Tercero          |
| ------------------------- | ------------------ | -------------------- | ---------------- |
| Hegiberg-Rundfahrt        |                    |                      |                  |
| 1980                      | Hubert Seiz        | Eugen Gähwiler       | Jürg Luchs       |
| 1981                      | Urs Zimmermann     | Peter Wollenmann     | Niki Rüttimann   |
| 1982                      | Hubert Seiz        | Roland Zweifel       | Siegfried Hekimi |
| 1983                      | Gilbert Glaus      | Erwin Lienhard       | Jürg Luchs       |
| 1984                      | Jan Koba           | Acácio da Silva      | Richard Trinkler |
| 1985                      | Richard Trinkler   | Pius Schwarzentruber | Kurt Steinmann   |
| 1986                      | Bruno Hürlimann    | Daniel Huwyler       | Urs Zimmermann   |
| 1987                      | Acácio da Silva    | Erich Maechler       | Bernard Gavillet |
| 1988                      | Jan Koba           | Arno Küttel          | Richard Trinkler |
| 1989                      | Armin Meier        | Acácio da Silva      | Stephan Schütz   |
| 1990                      | Patrick Bieler     | Jan Koba             | Ueli Anderwert   |
| 1991                      | Thomas Boutellier  | Daniel Huwyler       | Beat Zberg       |
| 1992                      | Rolf Gölz          | Roger Schär          | Urs Güller       |
| 1993                      | Andreas Hubmann    | Alberto Elli         | Beat Zberg       |
| 1994                      | Oscar Camenzind    | Beat Zberg           | Kurt Betschart   |
| 1995 edición cancelada    |                    |                      |                  |
| 1996                      | Oscar Camenzind    | Pierre Bourquenoud   | Rolf Järmann     |
| Gran Premio de Winterthur |                    |                      |                  |
| 1997                      | Roland Meier       | Bruno Risi           | Oscar Camenzind  |
| 1998                      | Cristian Gasperoni | Pascal Richard       | Patrick Vetsch   |
| 1999                      | Klaus Diewald      | Pierre Bourquenoud   | Peter Wrolich    |
| 2000                      | Pierre Bourquenoud | Alexandre Moos       | Roger Beuchat    |
| 2001                      | Beat Zberg         | Pierre Bourquenoud   | Daniel Schnider  |
| 2002                      | Patrick Sinkewitz  | Fabian Cancellara    | Roman Burkhard   |
| 2003                      | Xavier Pache       | Denis Robin          | Renzo Mazzoleni  |

## Palmarés por países
| País            | Victorias |
| --------------- | --------- |
| Suiza           | 17        |
| República Checa | 2         |
| Alemania        | 2         |
| Portugal        | 1         |
| Italia          | 1         |